# Alexandre Tefenkgi
Alexandre Tefenkgi (né le 2 mai 1979 à Djibouti) est un dessinateur de bande dessinée français actif depuis la fin des années 2000.
Il a publié six albums dans la collection « Grand Angle » des Éditions Bamboo sous le nom Alex Tefenkgi avant de se consacrer au marché américain, créant la série Outpost Zero chez Skybound Entertainment (2018-2019) et la mini-série The Good Asian (2021-2022) toutes deux publiés par Image Comics.
The Good Asian lui vaut ainsi qu'à son scénariste Pornsak Pichetshote le prix Eisner de la meilleure mini-série en 2022.

## Prix
- 2022 : Prix Eisner de la meilleure mini-série pour The Good Asian (avec Pornsak Pichetshote)
- 2022 Harvey award du livre de l’année pour The Good Asian (avec Pornsak Pichetshote)

## Publications

### Albums en France
- Tranquille Courage, avec Olivier Merle, Bamboo, coll. « Grand Angle » :

1. 2009  (ISBN 978-2-350-78667-4).
2. 2010  (ISBN 978-2-350-78933-0)[2],[3].

- Les Âmes nomades t. 1 : Canal, avec Olivier Merle, Bamboo, coll. « Grand Angle », 2012  (ISBN 978-2-8189-0848-8)[4].
- Où sont passés les grands jours ?, avec Jim, Bamboo, coll. « Grand Angle » :

1. 2013  (ISBN 978-2-8189-2552-2)[5],[6].
2. 2015  (ISBN 978-2-8189-3362-6).

- Jean de Florette t. 1, avec Serge Scotto et Éric Stofell (d'après le roman de Marcel Pagnol), Bamboo, coll. « Grand Angle », 2017  (ISBN 978-2-8189-4292-5).

### Albums aux États-Unis
- Outpost Zero, avec Sean McKeever (en), Image Comics :

1. The Smallest Town in the Universe, 2018  (ISBN 978-1-534-30692-9).
2. Follow It Down!, 2019  (ISBN 978-1-534-31216-6).
3. The Only Living Things!, 2020  (ISBN 978-1-534-31365-1).

- The Good Asian, avec Pornsak Pichetshote, Image Comics :

1. 2021  (ISBN 978-1-534-32094-9).
2. 2022  (ISBN 978-1-534-32121-2).

- Once Upon a Time at the End of the World Vol.1, avec Jason Aaron, Boom Studios  (ISBN 978-1-684-15907-9)